# Уэллс, Джон (продюсер)
Джон Маркум Уэллс (англ. John Marcum Wells; род. 28 мая 1956) — американский продюсер, сценарист и телережиссёр.
Он наиболее известен как исполнительный продюсер и шоураннер таких телесериалов как «Скорая помощь», «Третья смена», «Западное крыло», «Саутленд» и «Бесстыжие». Его компания, John Wells Company, в настоящее время расположена на студии Warner Bros. в Бербанке, Калифорнии. Уэллс также является лидером профсоюза и был избран в качестве президента Гильдии сценаристов США (Запад) в 2009 году, после отбытия предыдущего срока в этом офисе с 1999 по 2001 гг.

## Ранняя жизнь
Уэллс родился в Александрии, Виргинии, в семье Марджори Элизабет (дев. Ризберг) и Льюэллина Уоллеса Уэллса-мл., священника. Он имеет английские, ирландские, шотландские, шведские и норвежские корни. Уэллс окончил школу драмы Карнеги — Меллон в 1979 году. Театральная студия в университете Карнеги — Меллон носит его имя. Во время обучения в университете, он был одним из первых актёров, который работал в Театре города.

## Карьера

### Телевидение
Уэллс был продюсером фильма 1987 года «Хорошие девочки не взрываются». Он начал писать для телевидения, когда он написал сценарий к эпизоду сериала «Летняя сцена CBS» под названием «Жестокий дом» в 1988 году.

#### «Чайна-Бич»
Он был нанят в качестве продюсера второго сезона драматического сериала канала ABC «Чайна-Бич» в 1988 году. Шоу было создано Джоном Сейкретом Янгом и Уильямом Бройлесом-мл. и было сосредоточено на военных медиках во время Вьетнамской войны. Уэллс написал сценарии к пяти эпизодам второго сезона — «X-Mas Chn. Bch. VN, '67», «Tet '68», «Vets» и к обеим частям двухсерийного финала сезона, «The World».
Он был повышен до супервайзового продюсера третьего сезона «Чайна-Бич» в 1989 году. Он ещё написал сценарии к трём эпизодам третьего сезона — «Dear China Beach», «Magic» и «The Thanks of a Grateful Nation». Он вернулся в качестве соисполнительного продюсера четвёртого и финального сезона в 1990 году. Он был вовлечён в написании дальнейших сценариев к десяти эпизодам. Он был соавтором сюжета премьеры сезона вместе с Сейкретом Янгом, Кэрол Флинт и Лидией Вудворд и сам написал телесценарий. Он работал с той же командой, чтобы разработать сюжеты для второго и последующих шести эпизодв: «She Sells More Than Sea Shells», «You, Babe», «Escape», «Fever», «Juice», «One Giant Leap» и «One Small Step». Он написал сценарий четырнадцатого эпизода «Rewind» вместе с Флинт. Он является сосценаристом и соавтором сюжета финала сериала, «Hello Goodbye», вместе с Сейкретом Янгом.
Уэллс в целом написал сценарии к шестнадцати эпизодам. Он часто работал с продюсером/режиссёром Мими Ледер в «Чайна-Бич» и она сняла шесть эпизодов, к которым он написал сценарии. «Чайна-Бич» также ознаменовал начало рабочих отношений Уэллса с кастинговым директором Джоном Фрэнком Леви, монтажёрами Рэнди Джоном Морганом и Жаком Тобереном и режиссёрами Родом Холкомбом и Фредом Гербером.

#### Телефильмы
Уэллс работал над двумя телефильмами в 1992 году: «Ангел-Стрит» и «Человек ночи». Уэллс был сосценаристом и соисполнительным продюсером «Человека ночи». Режиссёром фильма стал Чарльз Хейд и фильм рассказывал о молодом человеке, переехавшего в отель, где руководителями являются мать и дочь. Уэллс помог адаптировать телесценарий из радио-драмы Люсиль Флетчер.
Уэллс стал сосценаристом и соисполнительным продюсером «Ангел-Стрит». Фильм воссоединил его с членами команды сериала «Чайна-Бич», включая режиссёра Рода Холкомба, монтажёра Жака Тоберена и директора по кастингу Джона Фрэнка Леви. За телефильмом последовал сериал, над которым Уэллс снова работал в качестве исполнительного продюсера. Уэллс также написал сценарий к фильму «Смешной ангел: День из жизни Дороти», который был спродюсирован в 1996 году, а главные роли в нём исполнили Мартин Шин и Мойра Келли.

#### «Скорая помощь»
В 1994 году Уэллса наняли в качестве исполнительного продюсера пилота медицинской драмы NBC «Скорая помощь». Шоу было создано романистом Майклом Крайтоном. Пилотный эпизод был снят частым сотрудником Уэллса, Родом Холкомбом, и Джон Фрэнк Леви был привлечён в качестве кастингового директора. Пилот был смонтирован частым монтажёром «Чайна-Бич» Рэнди Джоном Морганом.
Уэллс стал шоураннером и основным сценаристом текущих серий, которые последовали за пилотом. Он был указан как исполнительный продюсер всех пятнадцати сезонов сериала и служил в качестве шоураннера первых шести сезонов. Он нанял сценаристку «Чайна-Бич» Лидию Вудворд в качестве супервайзового продюсера и сценариста. Режиссёр «Чайна-Бич» Мими Ледер также стала супервайзовым продюсером и регулярным режиссёром. «Скорая помощь» положила начало многолетнему сотрудничеству Уэллса с продюсером/режиссёром Кристофером Чулаком и композитором Мартином Дэвичем.
Уэллс написал сценарии к пяти эпизодам первого сезона: «День первый», «Чикагская жара», «5 февраля 1995 года», «День рождения» и финал сезона, «Всё новое — это хорошо забытое старое».
Уэллс и продюсеры были номинированы на премию «Эмми» за лучший драматический сериал на церемонии 1995 года за их работу над первым сезоном. Сезон был номинирован на 23 премии «Эмми» и в целом выиграл 8 из них. Уэллс и Майкл Крайтон выиграли премию Гильдии продюсеров США на церемонии 1994 года. Уэллс и Крайтон также получили поощрительную премию «Мудрая сова» в категории телевидение и театр.
Уэллс оставался шоураннером во втором сезоне в 1995 году. Он нанял коллегу по «Чайна-Бич» Кэрол Флинт в качестве соисполнительного продюсера во втором сезоне. Уэллс написал ещё сценарии к четырём эпизодам второго сезона — премьера сезона «С возвращением, Картер!», «В разгар зимы», «Целители» и финал сезона «Джон Картер, доктор медицины». Уэллс и продюсеры выиграли премию за лучший драматический сериал на церемонии 1996 года за их работу над вторым сезоном. Уэллс также был номинирован на премию «Хуманитас» (60-минутной категории) и на премию «Эмми» за лучший сценарий драматического сериала за эпизод «Целители».
Уэллс оставался основным сценаристом третьего сезона в 1996 году и написал сценарии к премьере сезона, «Доктор Картер, я полагаю», «Вера» и финалу сезона, «Ещё по одной на дорожку». Уэллс и продюсеры были номинированы на премию «Эмми» за лучший драматический сериал на церемонии 1997 года за их работу над третьем сезоном. Уэллс и продюсеры снова были номинированы на премию «Эмми» за лучший сценарий драматического сериала за эпизод «Вера».
Он в точно такой же должности продолжил работать над четвёртым сезоном в 1997 году и написал сценарии к двум дальнейшим эпизодам, «Отцы и сыновья» и «Выбор Картера». Уэллс также сделал свой телевизионный режиссёрский дебют с эпизодом «Выбор Картера». Уэллс и продюсеры были номинированы на премию «Эмми» за лучший драматический сериал на церемонии 1998 года за их работу над четвёртым сезоном.
Уэллс вернулся в качестве основного сценариста пятого сезона в 1998 году. Он написал сценарии к обеим частям двухсерийного эпизода «Шторм», а также снял первую часть. Уэллс и продюсеры были снова номинированы на премию «Эмми» за лучший драматический сериал на церемонии 1999 года за их работу над пятым сезоном. Уэллс отбросил должность шоураннера после пятого сезона, но остался исполнительным продюсером и основным идейным вдохновителем сериала. В телевизионном сезоне 1999—2000 гг. его компания Wells Productions запустила два новых сериала, «Западное крыло» и «Третья смена».
Вудворд взяла на себя должность шоураннера шестого сезона, но Уэллс написал сценарий к эпизоду «Покой простых вещей» и написал и снял эпизод «Расставания светлая печаль». Уэллс и продюсеры снова были номинированы на премию «Эмми» за лучший драматический сериал на церемонии 2000 года за их работу над шестым сезоном, но проиграли другому шоу Уэллса, «Западное крыло». Уэллс был номинирован на премию «Эмми» за лучшую режиссуру драматического сериала за его работу над эпизодом «Расставания светлая печаль». Он также был номинирован на премию Гильдии продюсеров США в 2000 году за свою работу над сериалами «Скорая помощь», «Третья смена» и «Западное крыло».
Он продолжил писать для седьмого сезона и написал сценарии для двух эпизодов, «Визит» и «Прогулка в лесу». Уэллс был номинирован на премию «Хуманитас» за свою работу над «Прогулкой в лесу». Уэллс и продюсеры снова были номинированы на премию «Эмми» за лучший драматический сериал на церемонии 2001 года за их работу над седьмым сезоном и снова проиграли другому сериалу Уэллса, «Западному крылу».
Для восьмого сезона Уэллс написал сценарий к эпизоду «Тайны и ложь» и сценарий к предпоследнему эпизоду «На пляже», который включал уход долгосрочного члена основного актёрского состава, Энтони Эдвардса. Уэллс был номинирован на премию «Эмми» за лучший сценарий драматического сериала за свою работу над эпизодом «На пляже» на церемонии 2002 года. Он также был номинирован на премию «Хуманитас» и премию Гильдии сценаристов США на церемонии 2003 года за этот эпизод.
Для девятого сезона Уэллс написал сценарий к финальному эпизоду «Кисангани». Действие эпизода происходит в Африке и он следует за персонажами Джоном Картером и Лукой Ковачем. Он вернулся осенью 2003 года, чтобы написать сценарий к премьере сезона, «Что дальше?» и второму эпизоду «Потерянный». Эпизоды продолжили иметь дело с путешествиями Картера и Ковача в Африке, в основном «Потерянный» включал поиски Картером пропавшего Ковача в Конго. Уэллс также написал сценарий к средне-сезонному эпизоду «Макемба», который имел дело с тем, что Картер начал отношения с титулярным персонажем, работником по лечению СПИДа. Он написал сценарий к предпоследнему эпизоду «Полночь», который включал возвращение Картера в Чикаго с беременной Макембой. Уэллс был снова номинирован на премию «Хуманитас», на этот раз за свою работу над «Макембой».
Он продолжил обрабатывать сюжетные линии Картера для одиннадцатого сезона и написал сценарий предпоследнего эпизода «Влюблённый Картер» и снял финал «Шоу должно продолжаться», который подчёркивает уход Ноа Уайли (который играл Картера) из основного актёрского состава. Для двенадцатого сезона Уэллс написал сценарий к премьерному эпизоду «Кэнон сити» вместе с Лизой Зверлинг и Джо Саксом.
Уэллс служил исключительно в качестве исполнительного продюсера и режиссёра тринадцатого и четырнадцатого сезонов. Он снял эпизод тринадцатого сезона «Головоломка» и эпизод четырнадцатого сезона «300 пациентов». Он вернулся в качестве сценариста пятнадцатого и финального сезона и написал сценарий и снял эпизод «Как в старые времена», который включал нескольких актёров прошлого основного состава, включая Ноа Уайли, Джорджа Клуни, Джулианну Маргулис и Эрика Ла Саль. Когда «Скорая помощь» закончилась в 2009 году, Уэллс написал 31 сценарий и снял 7 эпизодов.

#### «Троица»
Wells Productions также спродюсировала «Троицу», недолговременную семейную драму NBC, сосредоточенную на ирландско-американской семье в Адской кухне. Уэллс служил в качестве исполнительного продюсера и сценариста сериала, но сериал был отменён только после девяти эпизодов из-за низких рейтингов. Сериал принёс премию «Эмми» музыке композитора Мартина Дэвича. Дэвич также работал над «Скорой помощью». В шоу главные роли исполнили Джон Спенсер, Тейт Донован и Ким Рейвер. В нём также фигурировали актёры из «Третьей смены»: Бобби Каннавале, Скипп Саддат и Молли Прайс.

#### «Третья смена»
Уэллс создал «Третью смену» вместе с бывшим полицейским Чикаго, Эдвардом Алленом Бернеро. Уэллс работал в качестве шоураннера «Третьей смены» в течение первых трёх сезонов и служил в качестве исполнительного продюсера на протяжении шести сезонов. Сериал сосредоточен на сотрудниках МЧС в рамках одной смены в Нью-Йорке. Первый сезон начался в 1999 году. Уэллс и Бернеро написали сценарий к пилотному эпизоду, «Добро пожаловать в Камелот».
Уэллс также написал сценарии к эпизодам первого сезона: «Санни как солнечный свет», «Эта банда братьев», «Весна вперёд, осень назад» и к финалу первого сезона, «Молодые мужчины и огонь».
Уэллс написал сценарии к четырём эпизодам второго сезона: премьере «Потерянный», «Фэйт», «Реквием для боксёра» и к финалу «…и Зевс плакал». Уэллс снял эпизод второго сезона «Истинная любовь».
Уэллс написал сценарии к следующим четырём эпизодам третьего сезона в 2001 году — «Десятое сентября», «После времени», «Адам 55-3» и «Двести тридцать три дня». Бернеро взял на себя должность шоураннера после третьего сезона, а Уэллс оставался исполнительным продюсером до тех пор, пока «Третья смена» не закончилась в 2005 году, но он больше не писал сценарии к эпизодам.

#### «Западное крыло»
Уэллс взял на себя должность шоураннера «Западного крыла» в 2003 году в пятом сезоне. Он руководил шоу в течение трёх сезонов до его завершения в 2006 году.

#### «Саутленд»
Во время телевизионного сезона 2008 по 2009 гг., Уэллс разработал сериал «Саутленд» для NBC. Сериал был создан Энн Бидерман. Он рассказывает о детективах и патрульных полицейских в одноимённом районе Лос-Анджелеса. Уэллс вернулся в качестве исполнительного продюсера для второго сезона осенью 2009 года и был сосценаристом премьеры сезона, «Третий этап», вместе с Бидерман. NBC отменил сериал пока второй сезон был в производстве, но эпизоды были подобраны и показаны на TNT.
TNT продлил сериал на третий сезон и Уэллс остался исполнительным продюсером и сценаристом. Он снова был сосценаристом премьеры сезона, «Снег идёт», вместе с Бидерман. Он также написал телесценарий для финала сезона, «Выпускной», по сюжету его бывшего ассистента, Хезер Зульке.

#### «Бесстыжие»
В 2009 году, Уэллс начал работать над американской адаптацией британского сериала «Бесстыдники». Первоначально заказанный для HBO, проект перешёл к конкурирующей сети Showtime, которая дебютировала в январе 2011 года.
С Уильямом Х. Мэйси в главной роли одинокого отца-алкоголика шестерых детей, «Бесстыжие» стали лучшей выступающей первогодовой драмой в истории Showtime. По состоянию на 2018 год, производство начало девятый сезон.

### Фильмы

#### «В компании мужчин»
Режиссёрским дебютом Уэллса стал драматический фильм «В компании мужчин» с Беном Аффлеком в главной роли. Фильм должен был выйти осенью 2010 года, но премьера состоялась на кинофестивале в Сандэнсе. После показа на Сандэнсе «Hollywood Reporter» сказал: «Уэллс сделал, для своего первого фильма, тяжёлый фильм, а не коммерческий. Открывается такая смелость, которую он всегда приносил к своим телевизионным работам, на которую можно только надеяться, продолжается в других будущих кинопроектах.»

#### «Август: Графство Осейдж»
В его втором фильме, «Август: Графство Осейдж» (2013), который он снял по сценарию Трейси Леттса, главные роли исполнили Мерил Стрип, Джулия Робертс и Юэн Макгрегор. Weinstein выпустило фильм в декабре 2013 года. Фильм был номинирован на две премии «Оскар», включая за лучшую женскую роль (Мерил Стрип) и лучшую женскую роль второго плана (Джулия Робертс).

#### «Любовь и милосердие»
Далее он стал продюсером фильма «Любовь и милосердие», критически успешного байопика о The Beach Boys, где главные роли исполнили Пол Дано, Джон Кьюсак, Пол Джаматти и Элизабет Бэнкс. Премьера фильма состоялась на международном кинофестивале в Торонто в сентябре 2014 года.

#### «Шеф Адам Джонс»
Уэллс снял кулинарную драму «Шеф Адам Джонс», в которой Брэдли Купер исполнил роль французского шеф-повара Адама Джонса. В фильме также снялись Сиенна Миллер, Омар Си, Эмма Томпсон, Даниэль Брюль, Алисия Викандер и Лили Джеймс.

## Фильмография
| Название                          | ТВ/Фильм | Год       | Должность                                               | Другие детали                                           |
| --------------------------------- | -------- | --------- | ------------------------------------------------------- | ------------------------------------------------------- |
| Шеф Адам Джонс                    | Фильм    | 2015      | Режиссёр                                                |                                                         |
| Любовь и милосердие               | Фильм    | 2014      | Продюсер                                                |                                                         |
| Джентльмен грабитель              | Фильм    | 2014      | Исполнительный продюсер                                 |                                                         |
| Август: Графство Осейдж           | Фильм    | 2013      | Режиссёр                                                |                                                         |
| Бесстыжие                         | ТВ       | 2011-2021 | Исполнительный продюсер, шоураннер, режиссёр, сценарист |                                                         |
| В компании мужчин                 | Фильм    | 2010      | Режиссёр                                                |                                                         |
| Дрянная девчонка                  | Фильм    | 2010      | Исполнительный продюсер                                 |                                                         |
| Материнство                       | Фильм    |           |                                                         |                                                         |
| Саутленд                          | ТВ       | 2009-2013 | Исполнительный продюсер                                 | Ранее известен как «Полиция»                            |
| Скорая помощь                     | ТВ       | 1994-2009 | Исполнительный продюсер и шоураннер (сезоны 1-6)        |                                                         |
| Гигантик                          | Фильм    | 2008      | Исполнительный продюсер                                 |                                                         |
| Так она нашла меня                | Фильм    | 2007      | Исполнительный продюсер                                 |                                                         |
| Меня там нет                      | Фильм    | 2007      | Исполнительный продюсер                                 |                                                         |
| Дикая грация                      | Фильм    | 2007      |                                                         |                                                         |
| Воры экстра класса                | ТВ       | 2006      | Создатель                                               | Прерван после того, как были показаны 3 из 7 эпизодов   |
| Американское преступление         | Фильм    | 2007      | Исполнительный продюсер                                 |                                                         |
| Дурная слава                      | Фильм    | 2006      |                                                         |                                                         |
| Западное крыло                    | ТВ       | 1999-2006 | Исполнительный продюсер и шоураннер (сезоны 5-7)        |                                                         |
| Доказательства                    | ТВ       | 2006      | Продюсер                                                |                                                         |
| Doom                              | Фильм    | 2005      |                                                         |                                                         |
| Миссис Харрис                     | Фильм    | 2005      |                                                         |                                                         |
| Непристойная Бэтти Пейдж          | Фильм    | 2005      |                                                         |                                                         |
| Рядом с Грейс                     | Фильм    | 2005      |                                                         |                                                         |
| Третья смена                      | ТВ       | 1999-2005 |                                                         |                                                         |
| Мысли о свободе                   | Фильм    | 2005      |                                                         |                                                         |
| Джонни Зиро                       | 2005     |           |                                                         | Отменён после 8 эпизодов                                |
| Грязный стыд                      | Фильм    | 2004      | Исполнительный продюсер                                 |                                                         |
| Дом на краю света                 | Фильм    | 2004      | Продюсер                                                |                                                         |
| Мрачны тени                       | ТВ       | 2004      | Исполнительный продюсер                                 | Не вышел в эфир                                         |
| Труппа                            | Фильм    | 2003      | Исполнительный продюсер                                 |                                                         |
| Лагерь                            | Фильм    | 2003      | Исполнительный продюсер                                 |                                                         |
| Клубная мания                     | Фильм    | 2003      | Исполнительный продюсер                                 |                                                         |
| Успех                             | ТВ       | 2002      | Исполнительный продюсер                                 |                                                         |
| Клиника Сан-Франциско             | ТВ       | 2002-2003 | Создатель                                               |                                                         |
| Хороший вор                       | Фильм    | 2002      | Продюсер                                                |                                                         |
| Белый олеандр                     | Фильм    | 2002      | Продюсер                                                |                                                         |
| Вдали от рая                      | Фильм    | 2002      | Исполнительный продюсер                                 |                                                         |
| The West Wing Documentary Special | ТВ       |           |                                                         | Документальный                                          |
| Фото за час                       | Фильм    | 2002      | Исполнительный продюсер                                 |                                                         |
| Гражданин Бэйнс                   | ТВ       | 2001      | Сценарист                                               | Прекращён после того, как были показаны 6 из 9 эпизодов |
| Серая зона                        | Фильм    | 2001      | Исполнительный продюсер                                 |                                                         |
| Троица                            | ТВ       | 2001      | Исполнительный продюсер и сценарист                     |                                                         |
| Миротворец                        | Фильм    | 1997      | Соисполнительный продюсер                               |                                                         |
| Ангел-Стрит                       | ТВ       | 1992      | Исполнительный продюсер и сценарист                     |                                                         |
| Человек ночи                      | ТВ       | 1992      | Соисполнительный продюсер и сценарист                   |                                                         |
| Летняя сцена CBS                  | ТВ       | 1987-1989 | Сценарист                                               |                                                         |
| Хорошие девочки не взрываются     | Фильм    | 1987      |                                                         |                                                         |

## Награды/номинации
John Wells Productions выиграла премию «Пибоди» в 1999 и 2000 гг. за «Западное крыло» и снова в 2001 году за эпизод «In Their Own Words» из «Третьей смены», который рассказывал историю реальных ответчиках к атаке 11 сентября на Нью-Йорк.
Джон Уэллс был номинирован на двадцать пять премий «Эмми» и получил шесть из них, включая за лучший драматический сериал в 1996 году за «Скорую помощь», лучший драматический сериал в 2000, 2001, 2002 и 2003 гг. за «Западное крыло» и за лучшую специальную программу за «The West Wing Documentary Special».
Уэллс был номинирован на шесть премий Гильдии продюсеров и выиграл три премии за свою работу над сериалами «Западное крыло» и «Скорая помощь».
Вдобавок, Уэллс был номинирован на семь премий Гильдии сценаристов и выиграл премию разнообразия Гильдии режиссёров в 1997 году.
18 мая 2014 года, Джон Уэллс (A’79), один из самых влиятельных и успешных продюсеров-режиссёров в американском кино и телевидении, получил диплом доктора изобразительных искусств от Университета Карнеги — Меллон.